# Caesar van Everdingen

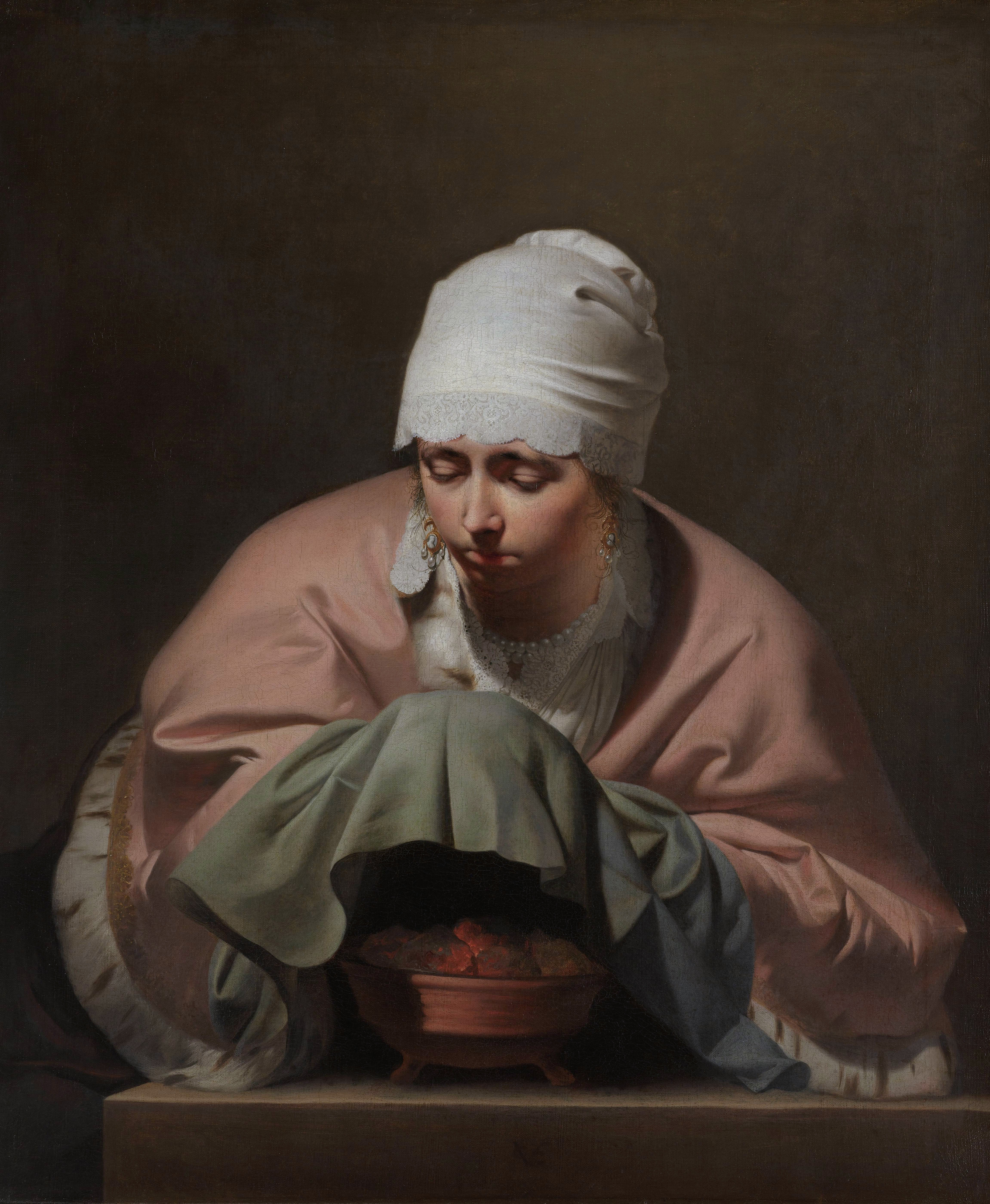
Junge Frau, die Hände wärmend, 1646, Rijksmuseum, Amsterdam

Caesar Boëtius van Everdingen eigentlich Caesar Pietersz. van Everdingen (* um 1616 in Alkmaar; † begraben 13. Oktober 1678 ebenda) war ein niederländischer Maler, Bruder von Allart van Everdingen.
Er erlernte das Malerhandwerk in Utrecht, das Leben verbrachte er hauptsächlich in Alkmaar, wo er 1632 Mitglied der dortigen Lukasgilde wurde. 1638 bis 1648 wohnte er in Haarlem. 1646 heiratete er Helene van Oosthoorn, das Ehepaar blieb aber kinderlos. Er wurde in der Laurenskerk in Alkmaar bestattet. 
Caesar van Everdingen schuf hauptsächlich Bilder historischen, mythologischen und religiösen Inhaltes sowie Porträts. Er stand unter dem Einfluss von Jacob van Campen und der Haarlemer Maler Pieter de Grebber und Salomon de Bray.

## Werke (Auswahl)
- Die Regenten, 1634, Alkmaar
- Diogenes, Den Haag
- Sokrates, Xanthippe und Alkibiades